# レスター郡区 (アイオワ州ブラックホーク郡)
レスター郡区は、アメリカ合衆国、アイオワ州、ブラックホーク郡にある17の郡区の一つである。2000年の国勢調査で、人口は1504人だった。

## 地理
レスター郡区は、92.9平方キロメートル（35.86平方マイル)で、Dunkertonが含まれている。アメリカ地質調査所によると、この郡区はFairview-LesterとLester Townshipの2つの霊園が含まれている。